# بندزنی توپی

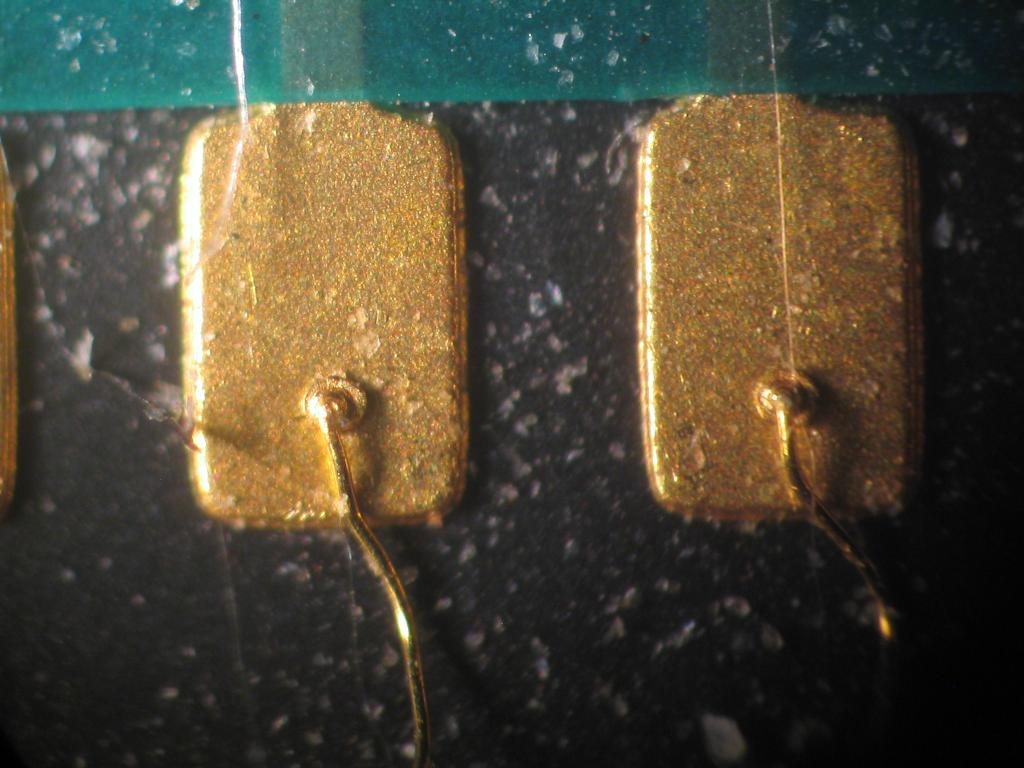
سیم طلا با بند توپی به یک پد تماسی با طلا وصل شده‌است

بَندزنی توپی (به انگلیسی: Ball bonding) نوعی بندزنی سیمی است و متداول‌ترین راه برای ایجاد اتصالات الکتریکی بین تراشه و دنیای بیرون آن به عنوان بخشی از برساخت ادوات نیم‌رسانا است.
از سیم طلایی یا مسی می‌توان استفاده کرد، هرچند که طلا بیشتر متداول است زیرا اکسید آن در ساخت جوش مشکل چندانی ایجاد نمی‌کند. در صورت استفاده از سیم مسی، از نیتروژن باید به عنوان گاز پوششی استفاده شود تا از تشکیل اکسیدهای مس در طی فرایند بندزنی سیمی جلوگیری شود. مس نیز از طلا سخت‌تر است و همین باعث می‌شود آسیب به سطح تراشه بیشتر شود. با این حال مس ارزان‌تر از طلا است و خصوصیات الکتریکی برتری دارد، و بنابراین یک انتخابِ بسیار مورد توجه است.
شخصی اولین‌بار با دیدن یک بندزن توپی معمولاً عملکردش را با یک چرخ خیاطی مقایسه می‌کند. در حقیقت یک وسیله مویرگی یکبار مصرف سوزنی مانند وجود دارد که از طریق آن سیم تغذیه می‌شود. یک بار الکتریکی با ولتاژ بالا روی سیم اعمال می‌شود. این سیم را در نوک مویرگ ذوب می‌کند. نوک سیم به دلیل کشش سطحی فلز مذاب به شکل یک توپ تبدیل می‌شود.

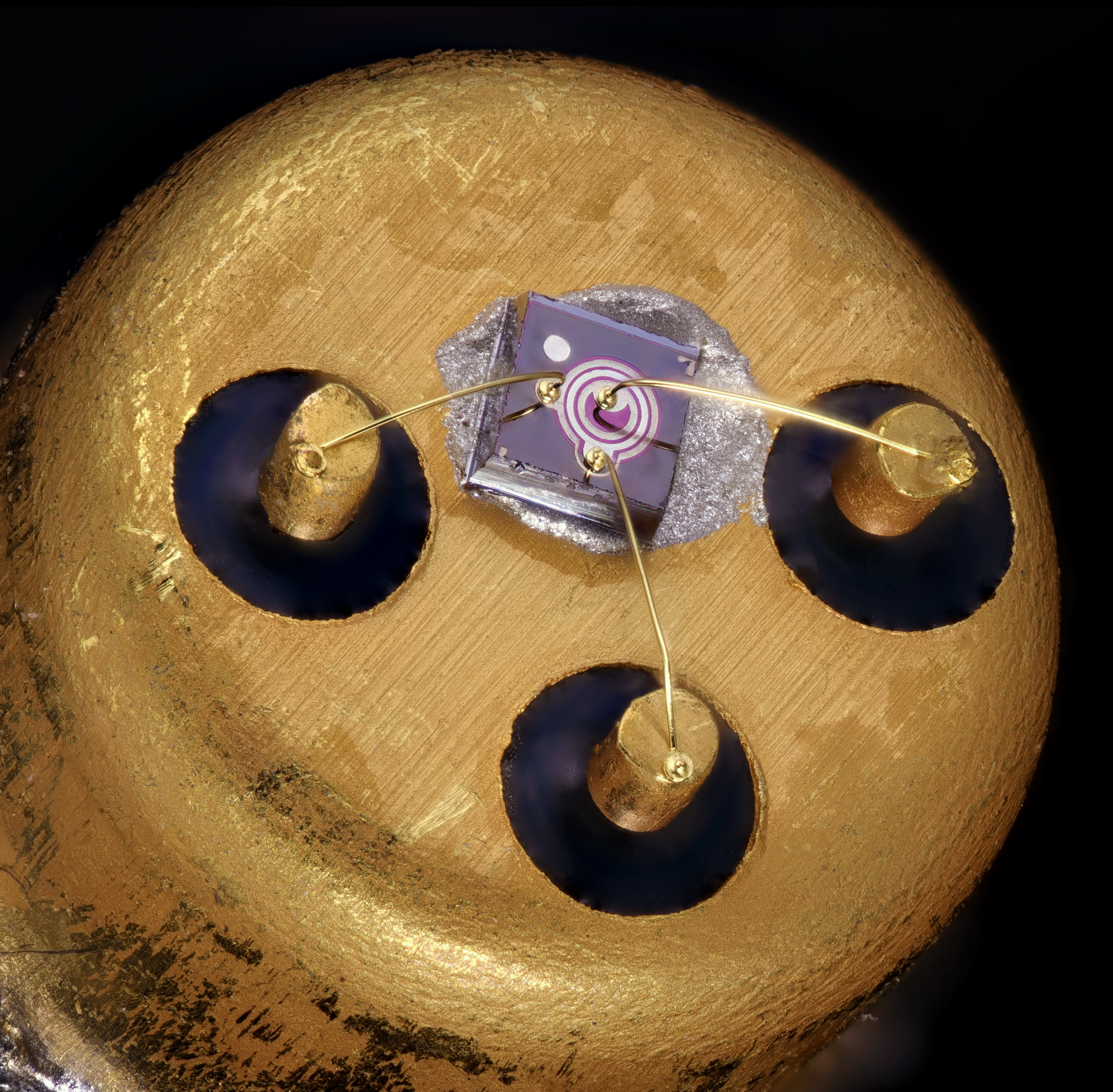
بندشده-توپی با سیم طلا بر یک دای ترانزیستور

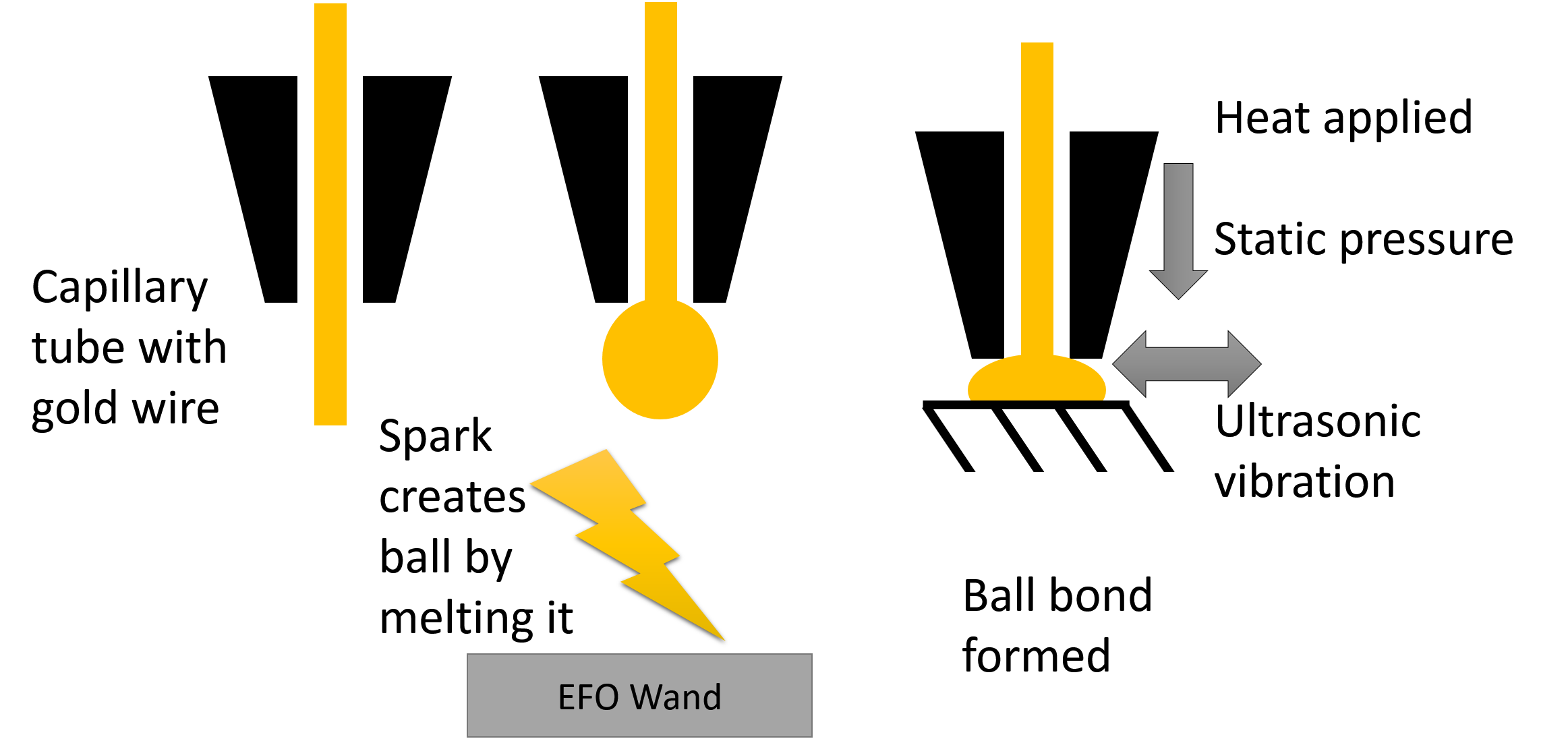
فرایندهای بندزنی توپی شامل (۱) تشکیل توپ و (۲) تشکیل اتصال توپی

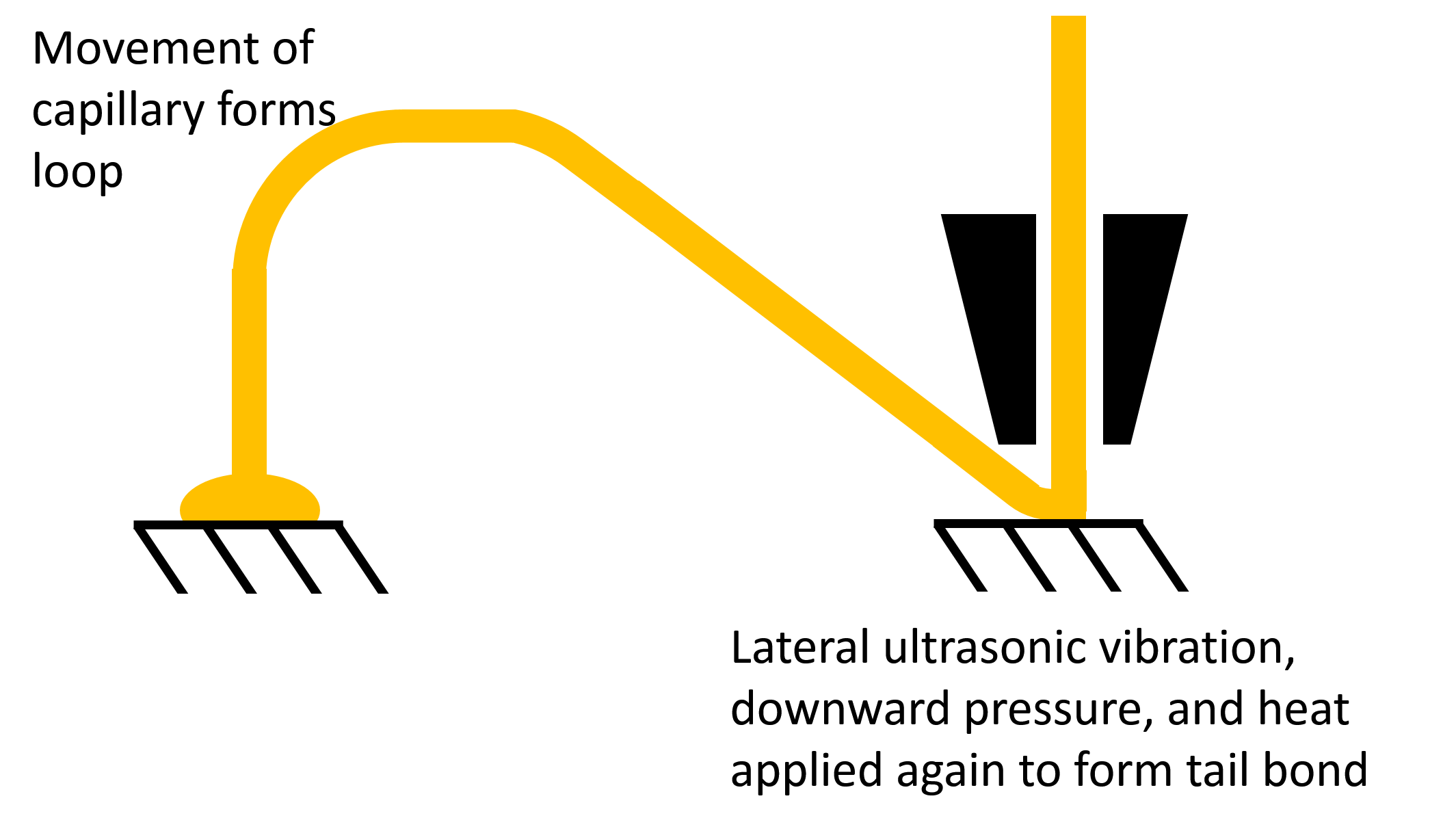
فرایندهای بندزنی توپی شامل (۳) تشکیل حلقه و (۴) تشکیل دُم اتصال

توپ به سرعت جامد می‌شود و مویرگ بر سطح تراشه پایین می‌آید که معمولاً حداقل تا ۱۲۵ درجه سانتیگراد گرم می‌شود. سپس دستگاه بر روی مویرگ به طرف پایین فشار می‌آورد و انرژی فراصوتی را با مبدل متصل‌شده اعمال می‌کند. گرما، فشار و انرژی فراصوتی ترکیبی بین سطح مسی یا طلایی و سطح تراشه که معمولاً مس یا آلومینیوم است، ایجاد می‌کنند. این پیوند به اصطلاح اتصال توپی است که نامش را به این فرایند می‌دهد. (سامانه‌های آلومینیومی در ساخت نیم‌رسانا «صدمه ارغوانی» یک ترکیب بین‌فلزی شکننده طلا و آلومینیوم، که گاهی اوقات غیرمستقیم با سیم بندزنی طلای خالص همراه است. این خاصیت آلومینیوم را برای اتصال فراصوتی ایده‌آل می‌کند)

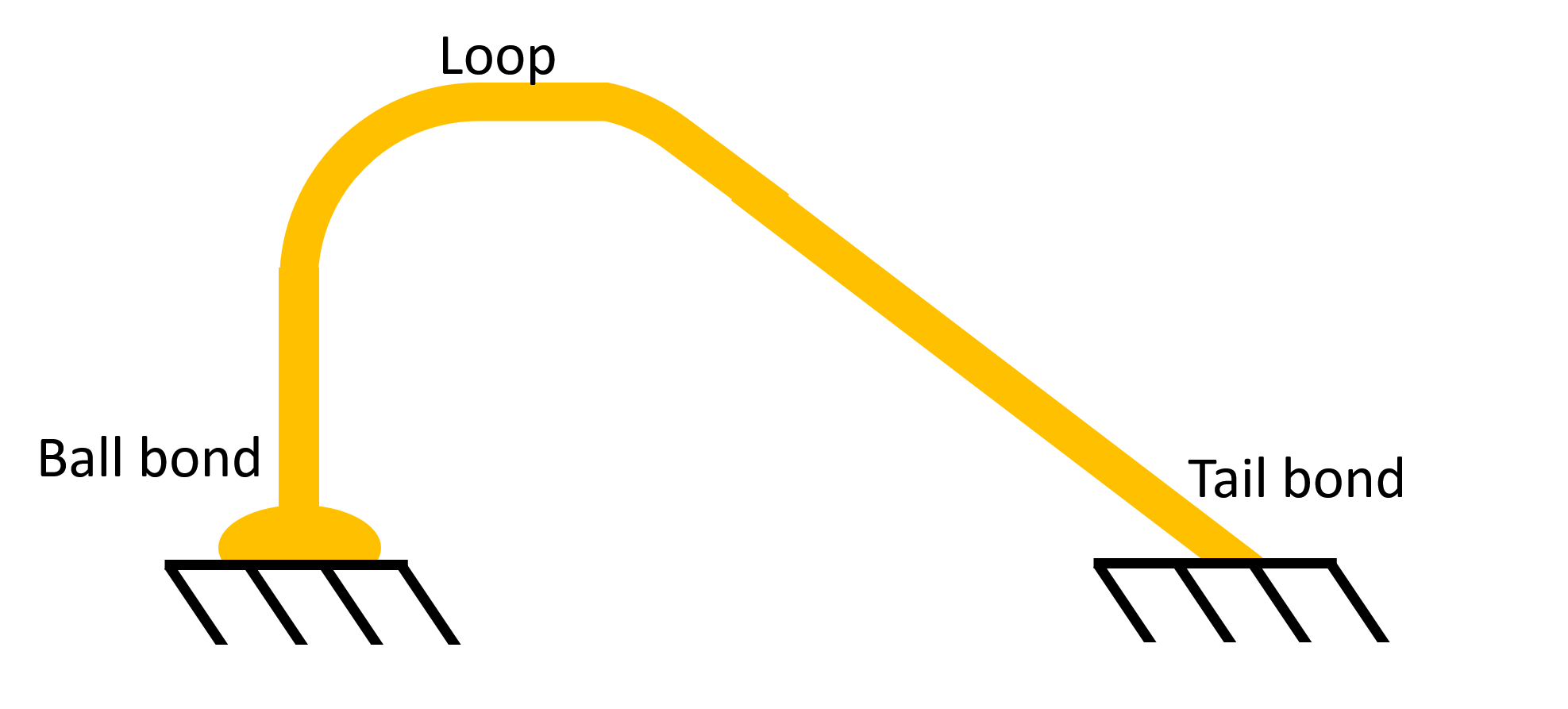
نمودار از اتمام اتصال سیم با اتصال توپی.

در مرحله بعد سیم از طریق مویرگ خارج می‌شود و دستگاه بیش از چند میلی‌متر به محلی که تراشه نیاز به سیم کشی دارد منتقل می‌شود (که معمولاً آن را به عنوان قاب‌‌پایه می‌نامند).
در مرحله آخر دستگاه طول کمی از سیم را پرداخت می‌کند و با استفاده از مجموعه‌ای از انبرها، سیم را از سطح آن می‌برد. این یک دُم کوچک از سیم را از انتهای مویرگ آویزان است، باقی می‌گذارد. چرخه سپس دوباره با بار الکتریکی ولتاژ بالا بر روی این دُم شروع می‌شود.
فرایندی که سیم بلافاصله پس از تشکیل توپ بریده می‌شود، به اصطلاح پُلُغ‌زدن گل‌میخ (به انگلیسی: stud bumping) نیز گفته می‌شود. پُلُغ‌زدن گل‌میخ هنگام پشته‌سازی تراشه‌ها در ماژول‌های سامانه‌ای در یک بسته‌بندی (SIP) استفاده می‌شود.